# Swainsona elegans
Swainsona elegans är en ärtväxtart som beskrevs av Alma Theodora Lee. Swainsona elegans ingår i släktet Swainsona och familjen ärtväxter. Inga underarter finns listade i Catalogue of Life.